# Temporada 2011 de Superstars Series
La Temporada 2011 de Superstars Series fue la octava temporada del Superstars Series y la quinta temporada del International Superstars Series. La temporada empezó en Monza el 10 de abril, y terminó el 9 de octubre en Vallelunga. La temporada constó de 8 pruebas para el International Superstars Series y de 6 pruebas para el Campeonato Italiano Superstars.

## Formato de fin de semana
El sábado se disputan 2 entrenamientos libres de 30 minutos cada uno y, posteriormente, una sesión de clasificación de 30 minutos que determina las posiciones de salida en las 2 carreras del domingo.
El domingo se disputan 2 carreras de 25 minutos + 1 vuelta cada una.

## Calendario y resultados
| Ronda | Ronda | Circuito                             | Fecha            | Pole Position     | Piloto Ganador    | Equipo Ganador    | Vuelta Rápida         |
| ----- | ----- | ------------------------------------ | ---------------- | ----------------- | ----------------- | ----------------- | --------------------- |
| 1     | R1    | Autodromo Nazionale Monza            | 10 abril         | Max Pigoli        | Max Pigoli        | Romeo Ferraris    | Luigi Ferrara         |
| 1     | R2    | Autodromo Nazionale Monza            | 10 abril         | Max Pigoli        | Michela Cerruti   | Romeo Ferraris    | Luigi Ferrara         |
| 2     | R1    | Circuit Ricardo Tormo                | 8 de mayo        | Andrea Bertolini  | Andrea Bertolini  | Swiss Team        | Andrea Bertolini      |
| 2     | R2    | Circuit Ricardo Tormo                | 8 de mayo        | Andrea Bertolini  | Luigi Ferrara     | CAAL Racing       | Luigi Ferrara         |
| 3     | R1    | Autódromo Internacional do Algarve   | 22 de mayo       | Alberto Cerqui    | Thomas Biagi      | Team BMW Italia   | Thomas Biagi          |
| 3     | R2    | Autódromo Internacional do Algarve   | 22 de mayo       | Alberto Cerqui    | Thomas Biagi      | Team BMW Italia   | Andrea Bertolini      |
| 4     | R1    | Misano World Circuit                 | 5 de junio       | Max Pigoli        | Luigi Ferrara     | CAAL Racing       | Thomas Biagi          |
| 4     | R2    | Misano World Circuit                 | 5 de junio       | Max Pigoli        | Max Pigoli        | Romeo Ferraris    | Ermanno Dionisio      |
| 5     | R1    | Donington Park                       | 19 de junio      | Alberto Cerqui    | Andrea Bertolini  | Swiss Team        | Luigi Ferrara         |
| 5     | R2    | Donington Park                       | 19 de junio      | Alberto Cerqui    | Andrea Bertolini  | Swiss Team        | Andrea Bertolini      |
| 6     | R1    | Misano World Circuit                 | 10 de julio      | Alberto Cerqui    | Alberto Cerqui    | Team BMW Italia   | Alberto Cerqui        |
| 6     | R2    | Misano World Circuit                 | 10 de julio      | Alberto Cerqui    | Luca Rangoni      | Roma Racing Team  | Alessandro Pier Guidi |
| 7     | R1    | Circuit de Spa-Francorchamps         | 7 de agosto      | Andrea Bertolini  | Andrea Bertolini  | Swiss Team        | Johnny Herbert        |
| 7     | R2    | Circuit de Spa-Francorchamps         | 7 de agosto      | Andrea Bertolini  | Andrea Bertolini  | Swiss Team        | Luigi Ferrara         |
|       | R1    | Hockenheimring                       | 11 de septiembre | Prueba suspendida | Prueba suspendida | Prueba suspendida | Prueba suspendida     |
| R2    |       | Hockenheimring                       | 11 de septiembre | Prueba suspendida | Prueba suspendida | Prueba suspendida | Prueba suspendida     |
| 8     | R1    | Autodromo Internazionale del Mugello | 25 de septiembre | Alberto Cerqui    | Alberto Cerqui    | Team BMW Italia   | Alberto Cerqui        |
| 8     | R2    | Autodromo Internazionale del Mugello | 25 de septiembre | Alberto Cerqui    | Alberto Cerqui    | Team BMW Italia   | Thomas Biagi          |
| 9     | R1    | ACI Vallelunga Circuit               | 9 de octubre     | Andrea Bertolini  | Andrea Bertolini  | Swiss Team        | Andrea Bertolini      |
| 9     | R2    | ACI Vallelunga Circuit               | 9 de octubre     | Andrea Bertolini  | Andrea Bertolini  | Swiss Team        | Gianni Morbidelli     |

     Solo International Superstars Series
     Solo Campeonato Italiano Superstars
     Ambos campeonatos 

## Equipos y Pilotos
| Equipo             | Coche                 | N.º | Pilotos               | Rondas         |
| ------------------ | --------------------- | --- | --------------------- | -------------- |
| Team BMW Italia    | BMW M3 E92            | 01  | Thomas Biagi          | 1–9            |
| Team BMW Italia    | BMW M3 E92            | 02  | Stefano Gabellini     | 1–9            |
| Team BMW Italia    | BMW M3 E92            | 03  | Alberto Cerqui        | 1–9            |
| Motorzone Race Car | Chevrolet Lumina CR8  | 05  | Fabrizio Armetta      | 1–3, 5–6, 9    |
| Motorzone Race Car | Chevrolet Lumina CR8  | 10  | Alessandro Kouzkin    | 1              |
| MN Motorsport      | Lexus IS-F            | 06  | Diego Romanini        | 6              |
| Movisport          | BMW M3 E90            | 08  | Francesco Ascani      | 1, 4–6         |
| Movisport          | BMW M3 E90            | 73  | Sandro Bettini        | 1–3, 6–9       |
| Movisport          | BMW M3 E90            | 73  | Niccolò Mercatali     | 9              |
| Movisport          | BMW M3 E90            | 73  | Ivan Tramontozzi      | 4–5            |
| Movisport          | BMW M3 E90            | 99  | Alex de Giacomi       | 1–6            |
| Movisport          | BMW M3 E90            | 99  | Alessandro Garofano   | 7              |
| Movisport          | BMW M3 E90            | 99  | Gianluca de Lorenzi   | 8              |
| Movisport          | BMW M3 E90            | 99  | Roberto Papini        | 9              |
| Movisport          | BMW M3 E92            | 12  | Francesca Linossi     | 1–4, 6         |
| Movisport          | BMW M3 E92            | 12  | Gianluca de Lorenzi   | 9              |
| Movisport          | BMW 550i E60          | 16  | Alessandro Tambussi   | 3, 7           |
| Movisport          | BMW 550i E60          | 16  | Giampiero Pindari     | 5, 7           |
| Movisport          | BMW 550i E60          | 16  | Luciano Linossi       | 5              |
| Movisport          | BMW 550i E60          | 16  | Niccolò Mercatali     | 6              |
| Todi Corse         | BMW M3 E90            | 08  | Francesco Ascani      | 7–9            |
| Todi Corse         | BMW 550i E60          | 56  | Leonardo Baccarelli   | 7–9            |
| Romeo Ferraris     | Mercedes AMG C63      | 11  | Andrea Dromedari      | 1–9            |
| Romeo Ferraris     | Mercedes AMG C63      | 18  | Max Pigoli            | 1–9            |
| Romeo Ferraris     | Mercedes AMG C63      | 48  | Johnny Herbert        | 1–3, 5–9       |
| Romeo Ferraris     | Mercedes AMG C63      | 88  | Michela Cerruti       | 1–9            |
| RGA Sportsmanship  | BMW M3 E92            | 21  | Christian Montanari   | 1, 4–6         |
| RGA Sportsmanship  | BMW M3 E92            | 69  | Kristian Ghedina      | 1, 4           |
| RGA Sportsmanship  | BMW M3 E92            | 69  | Mauro Cesari          | 5              |
| RGA Sportsmanship  | BMW M3 E92            | 69  | Alessandro Garofano   | 6              |
| MRT by Nocentini   | Chrysler 300C SRT-8   | 22  | Mauro Cesari          | 2–4, 6–8       |
| Campos Racing      | BMW M3 E92            | 23  | Sergio Hernández      | 1–3, 6         |
| Campos Racing      | BMW M3 E92            | 32  | Isaac Tutumlu         | 1–3            |
| RC Motorsport      | Cadillac CTS V        | 24  | Roberto Benedetti     | 1–2, 4, 6–9    |
| Roma Racing Team   | Mercedes AMG C63      | 27  | Nico Caldarola        | 1–2, 4, 6      |
| Roma Racing Team   | Mercedes AMG C63      | 27  | Luca Rangoni          | 8              |
| Roma Racing Team   | Mercedes AMG C63      | 27  | Christian Montanari   | 9              |
| Roma Racing Team   | Mercedes AMG C63      | 27  | Marco Cassarà         | 9              |
| Roma Racing Team   | Mercedes AMG C63      | 28  | Luca Rangoni          | 6              |
| Roma Racing Team   | Mercedes AMG C63      | 28  | Felice Tedeschi       | 8              |
| Roma Racing Team   | Mercedes AMG C63      | 28  | Francesco Sini        | 9              |
| Swiss Team         | Maserati Quattroporte | 33  | Andrea Bertolini      | 2–3, 5–9       |
| Swiss Team         | Maserati Quattroporte | 46  | Andrea Chiesa         | 1, 3           |
| Swiss Team         | Maserati Quattroporte | 46  | Andrea Bertolini      | 1              |
| Swiss Team         | Maserati Quattroporte | 46  | Alessandro Pier Guidi | 5–9            |
| Audi Sport Italia  | Audi RS4              | 34  | Ermanno Dionisio      | 1–2, 4, 6      |
| Audi Sport Italia  | Audi RS4              | 34  | Alberto Cola          | 8–9            |
| Audi Sport Italia  | Audi RS4              | 35  | Roberto Papini        | 1              |
| Audi Sport Italia  | Audi RS4              | 35  | Thomas Schöffler      | 6              |
| Audi Sport Italia  | Audi RS4              | 37  | Riccardo Bossi        | 1–2, 4, 6, 8–9 |
| Audi Sport Italia  | Audi RS4              | 45  | Gianni Morbidelli     | 6–9            |
| Ferlito Motors     | Jaguar XF SV8         | 40  | Luigi Cecchi          | 1–3, 5         |
| Ferlito Motors     | Jaguar XF/R 5.0       | 40  | Luigi Cecchi          | 4, 6–9         |
| Ferlito Motors     | Jaguar XF SV8         | 41  | Francesco Sini        | 1–3, 5         |
| Ferlito Motors     | Jaguar XF/R 5.0       | 41  | Francesco Sini        | 4, 6–8         |
| Ferlito Motors     | Jaguar XF/R 5.0       | 41  | Mauro Cesari          | 9              |
| CAAL Racing        | Mercedes AMG C63      | 54  | Luigi Ferrara         | 1–9            |
| CAAL Racing        | Mercedes AMG C63      | 58  | Riccardo Romagnoli    | 1–9            |
| CAAL Racing        | BMW 550i E60          | 56  | Leonardo Baccarelli   | 4, 6           |

## Sistema de puntuación
| Posición | 1º | 2º | 3º | 4º | 5º | 6º | 7º | 8º | 9º | 10º | Pole | Vuelta Rápida |
| Puntos   | 20 | 15 | 12 | 10 | 8  | 6  | 4  | 3  | 2  | 1   | 1    | 1             |
| -------- | -- | -- | -- | -- | -- | -- | -- | -- | -- | --- | ---- | ------------- |

## Clasificación del International Superstars Series
| Pos | Piloto                | Monza | Monza | Valencia | Valencia | Algarve | Algarve | Donington | Donington | Misano | Misano | Spa | Spa | Mugello | Mugello | Vallelunga | Vallelunga | Pts |
| --- | --------------------- | ----- | ----- | -------- | -------- | ------- | ------- | --------- | --------- | ------ | ------ | --- | --- | ------- | ------- | ---------- | ---------- | --- |
| 1   | Andrea Bertolini      | 14    |       | 1        | 2        | 4       | Ret     | 1         | 1         | 6      | 13     | 1   | 1   | 12      | Ret     | 1          | 1          | 178 |
| 2   | Luigi Ferrara         | 3     | 10    | 2        | 1        | 5       | 5       | 4         | 2         | 2      | 4      | 2   | 3   | 6       | 7       | 6          | 8          | 165 |
| 3   | Alberto Cerqui        | 5     | 5     | 12       | 10       | 2       | 2       | 3         | 7         | 1      | 3      | 7   | Ret | 1       | 1       | 3          | 6          | 163 |
| 4   | Thomas Biagi          | 4     | 8     | 3        | 4        | 1       | 1       | 7         | 9         | 3      | 18     | 6   | 4   | 4       | 2       | 4          | 10         | 147 |
| 5   | Max Pigoli            | 1     | 11    | 4        | 3        | 7       | 4       | 10        | 4         | Ret    | Ret    | 5   | 2   | 3       | 5       | 7          | 4          | 125 |
| 6   | Johnny Herbert        | 10    | Ret   | 6        | 18       | 15      | 18      | 2         | 6         | 4      | 2      | 3   | 9   | 5       | 3       | Ret        | 5          | 96  |
| 7   | Stefano Gabellini     | 6     | 6     | 5        | 5        | 3       | 3       | 11        | 10        | Ret    | 5      | 17  | 5   | Ret     | 4       | 5          | 7          | 91  |
| 8   | Alessandro Pier Guidi |       |       |          |          |         |         | 6         | 3         | Ret    | 6      | 16  | 15  | 2       | 13      | 2          | 3          | 67  |
| 9   | Michela Cerruti       | 2     | 1     | Ret      | 9        | 8       | Ret     | 12        | 13        | 11     | Ret    | 4   | 7   | 11      | Ret     | 8          | 9          | 59  |
| 10  | Francesco Sini        | 13    | 2     | 15       | 7        | Ret     | Ret     | 8         | 17        | 14     | 19     | 11  | 6   | 7       | 6       | 9          | 11         | 40  |
| 11  | Riccardo Romagnoli    | 8     | 4     | Ret      | 8        | 10      | 7       | Ret       | 11        | 7      | 7      | 9   | 10  | 8       | 8       | Ret        | Ret        | 38  |
| 12  | Luca Rangoni          |       |       |          |          |         |         |           |           | 5      | 1      |     |     | Ret     | 15      |            |            | 28  |
| 13  | Andrea Chiesa         |       | 3     |          |          | 9       | 6       |           |           |        |        |     |     |         |         |            |            | 20  |
| 14  | Fabrizio Armetta      | 7     | 12    | 7        | 20       | 6       | 13      | 9         | 8         | 10     | Ret    |     |     |         |         | 18         | 12         | 20  |
| 15  | Gianni Morbidelli     |       |       |          |          |         |         |           |           | DNS    | DNS    | 15  | Ret | Ret     | 9       | Ret        | 2          | 18  |
| 16  | Christian Montanari   | DNS   | DNS   |          |          |         |         | 5         | 5         | Ret    | Ret    |     |     |         |         | 19         |            | 16  |
| 17  | Andrea Dromedari      | 16    | 13    | 11       | 11       | 13      | 8       | 14        | 15        | 8      | 8      | 13  | 8   | 13      | Ret     | 10         | Ret        | 13  |
| 18  | Ermanno Dionisio      | Ret   | Ret   | 9        | 6        |         |         |           |           | 20     | 12     |     |     |         |         |            |            | 8   |
| 19  | Sandro Bettini        | Ret   | 7     | 16       | 14       | 12      | 10      |           |           | 18     | 15     | 12  | 14  | Ret     | 14      |            | 16         | 5   |
| 20  | Sergio Hernández      | Ret   | Ret   | 8        | Ret      | 19      | 16      |           |           | 9      | Ret    |     |     |         |         |            |            | 5   |
| 21  | Roberto Benedetti     | 9     | 9     | Ret      | 13       |         |         |           |           | Ret    | 14     | 18  | 12  | 14      | 10      | 17         | 20         | 5   |
| 22  | Mauro Cesari          |       |       | 19       | 16       | 14      | 9       | 13        | 14        | 12     | 9      | DNS | DNS | Ret     |         | 11         | 14         | 4   |
| 23  | Alessandro Garofano   |       |       |          |          |         |         |           |           | Ret    | Ret    | 8   | Ret |         |         |            |            | 3   |
| 24  | Felice Tedeschi       |       |       |          |          |         |         |           |           |        |        |     |     | 9       | 16      |            |            | 2   |
| 25  | Alex De Giacomi       | 17    | Ret   | 10       | 12       | 17      | 17      | 15        | 12        | Ret    | 10     |     |     |         |         |            |            | 2   |
| 26  | Luigi Cecchi          | 11    | Ret   | 17       | 17       | Ret     | 12      | 18        | 18        | 15     | Ret    | 10  | Ret | Ret     | 11      | 14         | 15         | 1   |
| 27  | Leonardo Baccarelli   |       |       |          |          |         |         |           |           | 19     | 16     | Ret | DNS | 10      |         | 16         | 17         | 1   |
| 28  | Francesca Linossi     | Ret   | Ret   | 13       | 19       | 18      | 11      |           |           | 13     | 11     |     |     |         |         |            |            | 0   |
| 29  | Francesco Ascani      | DNS   | DNS   |          |          |         |         | 17        | 16        | 16     | Ret    | 14  | 11  | Ret     | Ret     | 15         | 18         | 0   |
| 30  | Isaac Tutumlu         | Ret   | Ret   | 18       | Ret      | 11      | 15      |           |           |        |        |     |     |         |         |            |            | 0   |
| 31  | Roberto Papini        | 12    | Ret   |          |          |         |         |           |           |        |        |     |     |         |         | 13         | 13         | 0   |
| 32  | Riccardo Bossi        | Ret   | Ret   | Ret      | Ret      |         |         |           |           | Ret    | Ret    |     |     | 15      | Ret     | 12         | Ret        | 0   |
| 33  | Alberto Cola          |       |       |          |          |         |         |           |           |        |        |     |     | Ret     | 12      | DNS        | DNS        | 0   |
| 34  | Alessandro Tambussi   |       |       |          |          | 16      | 14      |           |           |        |        |     | 13  |         |         |            |            | 0   |
| 35  | Nico Caldarola        | Ret   | 14    | 14       | 15       |         |         |           |           |        |        |     |     |         |         |            |            | 0   |
| 36  | Alessandro Kouzkin    | 15    | Ret   |          |          |         |         |           |           |        |        |     |     |         |         |            |            | 0   |
| 37  | Ivan Tramontozzi      |       |       |          |          |         |         | 16        | DNS       |        |        |     |     |         |         |            |            | 0   |
| 38  | Niccolò Mercatali     |       |       |          |          |         |         |           |           | 17     | 17     |     |     |         |         | Ret        |            | 0   |
| 39  | Marco Cassarà         |       |       |          |          |         |         |           |           |        |        |     |     |         |         |            | 19         | 0   |
| 40  | Gianluca de Lorenzi   |       |       |          |          |         |         |           |           |        |        |     |     | Ret     | Ret     | 20         | DNS        | 0   |
|     | Giampiero Pindari     |       |       |          |          |         |         | Ret       |           |        |        | Ret |     |         |         |            |            | 0   |
|     | Kristian Ghedina      | DNS   | DNS   |          |          |         |         |           |           |        |        |     |     |         |         |            |            | 0   |
|     | Diego Romanini        |       |       |          |          |         |         |           |           | DNS    | DNS    |     |     |         |         |            |            | 0   |
|     | Thomas Schöffler      |       |       |          |          |         |         |           |           | DNS    | DNS    |     |     |         |         |            |            | 0   |
|     | Luciano Linossi       |       |       |          |          |         |         |           | DNS       |        |        |     |     |         |         |            |            | 0   |
| Pos | Piloto                | Monza | Monza | Valencia | Valencia | Algarve | Algarve | Donington | Donington | Misano | Misano | Spa | Spa | Mugello | Mugello | Vallelunga | Vallelunga | Pts |

| Color     | Resultado                                                               |
| --------- | ----------------------------------------------------------------------- |
| Oro       | Ganador                                                                 |
| Plata     | 2.ª plaza                                                               |
| Bronce    | 3.ª plaza                                                               |
| Verde     | Finalizó en los puntos                                                  |
| Azul      | Finalizó sin puntos                                                     |
| Azul      | NC - No clasificado                                                     |
| Violeta   | Ret - No terminó (Carrera)                                              |
| Rojo      | DNQ - No se clasificó                                                   |
| Negro     | DSQ - Descalificado                                                     |
| Blanco    | DNS - No empezó (carrera)                                               |
| Blanco    | WD - Retirado (fin de semana)                                           |
| Blanco    | C - Carrera cancelada                                                   |
| Sin color | DNP - Inscrito pero no participó                                        |
| Sin color | INJ - Lesionado                                                         |
| Sin color | EX - Excluido                                                           |
| Estado    | Resultado                                                               |
| Negrita   | Pole position                                                           |
| Cursiva   | Vuelta rápida                                                           |
| †         | Abandona, pero clasifica al completar el porcentaje requerido para ello |